# دانشگاه دوغوش
دانشگاه دوغوش، یک دانشگاه خصوصی بوده که در سال ۱۹۹۷ تأسیس شده است. این دانشگاه دارای ۷ دانشکده است. همچنین برنامه تبادل دانشجو نیز در این دانشگاه اجرا می‌گردد و سالانه دانشجویان زیادی بین این دانشگاه و دانشگاه‌های اروپایی تبادله می‌گردد. از جمله رشته‌های تحصیلی در این دانشگاه می‌توان به علوم اجتماعی، ادبیات انگلیسی، ریاضی، روان‌شناسی، فیزیک، شیمی، اقتصاد، علوم مالی، روابط بین‌الملل و … اشاره کرد.